# Christina Jonsson
Christina Jonsson (...) è un'ex sciatrice alpina svedese.

## Biografia
Ai Campionati svedesi la Jonsson vinse la medaglia d'oro nella discesa libera nel 1979; non prese parte a rassegne olimpiche né ottenne piazzamenti in Coppa del Mondo o ai Campionati mondiali.

## Palmarès

### Campionati svedesi
- 1 oro (discesa libera nel 1979)[1]